# Konopki-Monety
Konopki-Monety est un village polonais de la gmina de Grabowo, dans le powiat de Kolno, voïvodie de Podlachie, au nord-est du pays.
Il est situé à environ 15 km à l'est de Kolno et à 76 km au nord-ouest de la capitale régionale Białystok.
Sa population est de 205 habitants.